# Khakàs
El khakàs és una llengua turquesa parlada principalment a la República de Khakàssia (Federació Russa) pels khakassos, de 60.000 a 80.000 persones. Fa servir l'alfabet ciríl·lic i els seus parlants pertanyen tant a religions tradicionals siberianes com a l'església ortodoxa russa.

## Dialectes
Potser es tracta de diverses tribus separades del tronc uigur que han estat unificades lingüísticament en el segle xx. Té tres dialectes:
- El sagai és parlat a les regions de Askyz i Tashtyp
- El katshin a Ust-Abakan, Altai i Shirin,
- El kizil a Saralin i Shirin, són els més nombrosos.

## Característiques lingüístiques
La seva parla es caracteritza per:
- Posseeix 14 vocals i 24 consonants.
- Les consonants fortes o febles venen determinades per les vocals, si va darrere és forta i si va al davant és feble.
- Accent expiatori en l'última síl·laba
- Es diferencia del turc en què fa diferenciacions b/p, biz/pis, z/s, yüz/cüs, y/c,ç, i Yahşi/Cahşı, yıl/çıl

La seva estructura és turcotàrtara amb influències de vocabulari tunguses, manxús, xinès, rus (sobretot des del segle xviii i accentuat en el segle xx; des del 1960 s'han adoptat directament els neologismes del rus sense modificar) i paleosiberianes, i no pas de l'iranià i l'àrab, a diferència de les altres parles turques.
Text en khakàs amb la traducció al català:
Tamax çolda aar polbajañ
«En un viatge el menjar no pesa»

## Situació lingüística
El 1924 es va crear una llengua unificada en alfabet ciríl·lic basada en el dialecte katshin, en el qual es publicaren llibres de text d'A. Kazanakov i traduccions del rus. El 1926 es va introduir el seu ensenyament a l'escola. El 1929 es va escriure en alfabet llatí, però el 1939 es tornà a escriure en ciríl·lic, cosa que dificultà la seva consolidació com a idioma. Tot i així, el 1944 es va crear un Institut de Recerca de la Llengua, Cultura i Història Khakass a Abakan, per estudiar els dialectes, i 1949 es crearia la Divisió Khakass de la Unió d'Escriptors de Rússia. El 1948 N. Dyrenkova publicaria una gramàtica khakass, i el 1961 D. Tshankova un diccionari khakass-rus. També es publicaren algunes monografies sobre dialectes (sagai el 1948 i katshin el 1959).
En l'actualitat, el 70% d'ells parlen el rus molt bé, i hi ha molts matrimonis interètnics, raó per la qual el nombre de parlants és en descens, a poc a poc però irreversiblement:
- el 1897 eren 35.000, dels quals parlaven la llengua el 95%
- el 1959 eren 57.000, dels quals la parlaven el 86%
- el 1970 eren 65.000, dels quals la parlaven el 83%
- el 1979 eren 71.000, dels quals la parlaven el 82%
- el 1989 eren 78.000, dels quals la parlaven el 76%

A la república de Khakàssia té un estatut d'especial protecció, però no és pas oficial. S'hi havia editat un diari, Lenin Choly (Camí de Lenin, 1927). Hi ha unes quantes emissores de ràdio en khakàs i un parell d'hores a la televisió local.

## Literatura
La crònica xinesa Tan-shu (618-907) ja esmena una llengua escrita per als pobles kirguisos del Ienissei, i se sap que els khakàs empraren en el segle VIII l'escriptura dels altres pobles turcs, però en el segle xiv ja no l'usaven pas, i en el segle xvii usaven el calmuc per comunicar-se amb els russos. Tenen una rica tradició oral, representada per mites i herois èpics com Altyn Aryg, Albynzhi i Pora Ninzhi. Els poemes dels sagais tenen uns 800 versos i narren aventures èpiques com les d'Ai Mökö, qui es casà amb la filla del déu suprem Khudai, Puga Däga, Altyn Pyrkan i altres. La literatura escrita no es va iniciar fins al 1926, quan s'inicià l'escolarització amb alfabet ciríl·lic.
El 1857 Matthias Castrén va publicar Versuch einer kobalischen und karagassischen Sprachlehre, primer estudi sobre la seva gramàtica, i el 1884 V. Verbitsky va publicar un diccionari en altai i aladag. A finals del segle xix N. Katanov va traduir obres religioses russes al khakàs i va fer un estudi etnogràfic el 1907; també es publicaren obres d'alguns autors khakàs com el dramaturg M. Kokov (1913-1976), i N. Arzhan. Es considera fundador de la literatura soviètica khakàs V. A. Kobiakov (1906-1937), autor d'Aido (1934), primera novel·la en khakàs; fou continuat pels poetes P. T. Shtygashev (1886-1941) i M. A. Arshanov (1914-1941).
Després de la Segona Guerra Mundial N. G. Domozhakov (1916-1976) compongué A l'aul distant (1959), la novel·la khakass més reconeguda, i que dscriu les transformacions durant l'època soviètica. Fou continuat per I. G. Kotuishev (1919), I. M. Kostiakov (1916) M. N. Chebodajev (1931) i M. R. Bainov (1937). També fou popular el comediògraf Mikhaïl Kilchichakov (1919), amb L'amagatall de l'os (1956) i Quan els fulles engrogueixen (1961).